# Gare du Trayas

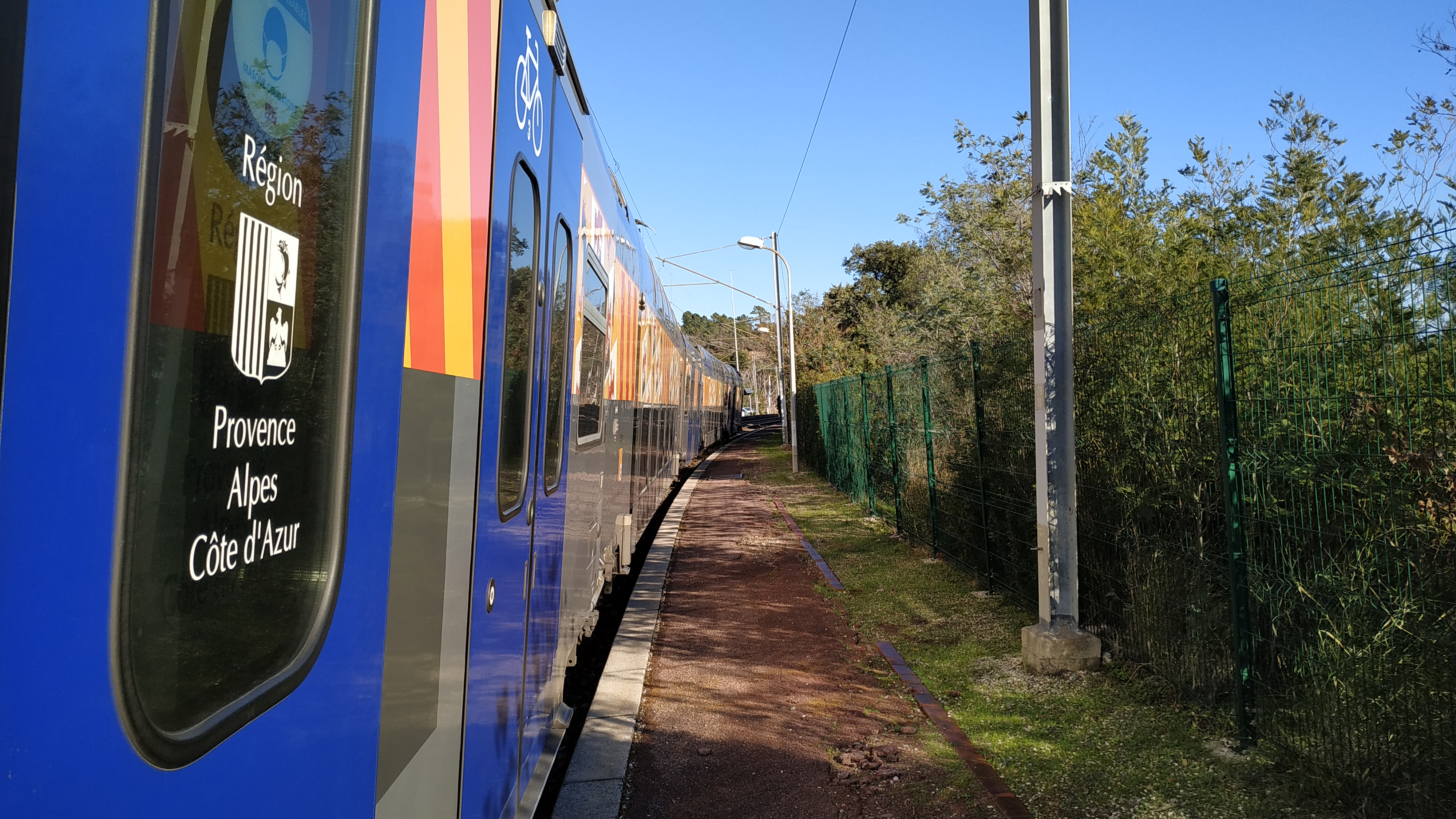
Un TER PACA en gare du Trayas

La gare du Trayas est une gare ferroviaire française de la ligne de Marseille-Saint-Charles à Vintimille (frontière), située sur le territoire de la commune de Saint Raphaël, dans le département du Var en région Provence-Alpes-Côte d'Azur.
C'est une halte ferroviaire de la Société nationale des chemins de fer français (SNCF), desservie par des trains TER Provence-Alpes-Côte d'Azur.

## Situation ferroviaire
Établie à 31 m d'altitude, la gare du Trayas est située au point kilométrique (PK) 179,571 de la ligne de Marseille-Saint-Charles à Vintimille (frontière), entre les gares d'Anthéor-Cap-Roux et de Théoule-sur-Mer.

## Service des voyageurs

### Accueil
Halte SNCF, c'est un point d'arrêt non géré (PANG) à entrée libre.

### Desserte
Le Trayas est desservie par des trains TER Provence-Alpes-Côte d'Azur, qui effectuent des missions entre Les Arcs - Draguignan et Nice-Ville.

### Intermodalité
Un parking pour les véhicules est disponible. 